# Alexei Michailowitsch Solowjow
Alexei Michailowitsch Solowjow (russisch Алексей Михайлович Соловьёв; * 3. November 1981) ist ein russischer Biathlet.
Bei den Juniorenweltmeisterschaften 2001 in Chanty-Mansijsk errang Alexei Solowjow seine ersten internationalen Erfolge, als er im Einzel und in der Verfolgung Dritter wurde, und in der Staffel mit Witali Tschernyschew, Alexander Schukow und Nikolai Kruglow den zweiten Platz erlief. Noch im selben Jahr wurde er mit derselben Staffel Junioreneuropameister in Haute-Maurienne, wobei statt Schukow Alexei Kontschin eingesetzt war. Mit der Vize-Junioreneuropameisterschaft in der Verfolgung errang er dort auch seinen größten Einzelerfolg. Aufgrund dieser Ergebnisse wurde er ab 2002 im Weltcup eingesetzt, sein Debüt gab er beim Sprint in Oberhof mit Platz 54. In der Saison 2002 bestritt er insgesamt sieben Einzelstarts, ein 44. Platz war dabei sein bestes Resultat. Es folgten noch sporadische Weltcup-Einsätze 2004 und 2006 mit seinem besten Weltcup-Ergebnis in Kontiolahti auf Platz 41. In den Jahren 2003 und 2005 konnte er mit der russischen Staffel bei der Universiade jeweils den Sieg feiern. Im Europacup trat Solowjow seit 2001 regelmäßig an und konnte neben einem Staffelsieg auch sechs Podiumsplätze mit zwei Einzelsiegen in Sprints verbuchen. Neben seinem ersten Sprintsieg in Obertilliach im Dezember 2002 gelangen ihm zwei Siege in Ridnaun, er gewann den Sprint 2003 und die Staffel 2005.
Bei den russischen Meisterschaften gewann er 2007 mit Filipp Schulman, Nikolai Kruglow und Dmitri Jaroschenko den Staffeltitel, im Sommer-Biathlon war er auch mit Staffeln erfolgreich, er wurde 2003 russischer Meister mit der Cross-Staffel über 4 × 6 km. Seit 2006 war er nur noch bei nationalen Veranstaltungen aktiv, ist aber in internationalen Bewerben nicht mehr in Erscheinung getreten. Solowjow lebt in Chanty-Mansijsk.

## Biathlon-Weltcup-Platzierungen
Die Tabelle zeigt alle Platzierungen (je nach Austragungsjahr einschließlich Olympische Spiele und Weltmeisterschaften).
- 1.–3. Platz: Anzahl der Podiumsplatzierungen
- Top 10: Anzahl der Platzierungen unter den ersten zehn (einschließlich Podium)
- Punkteränge: Anzahl der Platzierungen innerhalb der Punkteränge (einschließlich Podium und Top 10)
- Starts: Anzahl gelaufener Rennen in der jeweiligen Disziplin

| Platzierung                      | Einzel | Sprint | Verfolgung | Massenstart | Staffel | Gesamt |
| -------------------------------- | ------ | ------ | ---------- | ----------- | ------- | ------ |
| 1. Platz                         |        |        |            |             |         |        |
| 2. Platz                         |        |        |            |             |         |        |
| 3. Platz                         |        |        |            |             |         |        |
| Top 10                           |        |        |            |             |         |        |
| Punkteränge                      |        |        |            |             |         |        |
| Starts                           | 1      | 7      | 4          |             |         | 12     |
| Stand: nach der Saison 2009/2010 |        |        |            |             |         |        |